# Україна на Чемпіонаті світу з легкої атлетики 2015
Україна на Чемпіонаті світу з легкої атлетики 2015, що пройшов з 22 по 30 серпня в Пекіні, була представлена 57 спортсменами.

## Призери
| Медаль | Спортсмен               | Змагання             | Дата      |
| ------ | ----------------------- | -------------------- | --------- |
| 2      | Богдан Бондаренко (Хрк) | Стрибки у висоту     | 30 серпня |
| 3      | Людмила Оляновська (Кв) | Ходьба 20 кілометрів | 28 серпня |

## Результати

### Чоловіки

#### Трекові і шосейні дисципліни
| Сергій Смелик (Кв)                                                            | 200 метрів           | 20,60    | 37 | Не пройшов | Не пройшов | Не пройшов | Не пройшов |
| Віталій Бутрим (См)                                                           | 400 метрів           | 45,88    | 39 | Не пройшов | Не пройшов | Не пройшов | Не пройшов |
| Сергій Смелик (Кв) Віталій Корж (См) Володимир Супрун (См) Роман Кравцов (Зп) | 4×100 метрів         | 38,79 SB | 11 |            |            | Не пройшли | Не пройшли |
| Іван Бабарика (Днп)                                                           | Марафон              |          |    |            |            | DNF        | DNF        |
| Олександр Бабарика (Рв)                                                       | Марафон              |          |    |            |            | DNF        | DNF        |
| Руслан Дмитренко (Днц)                                                        | Ходьба 20 кілометрів |          |    |            |            | 1:23.37    | 21         |
| Іван Лосев (Кв)                                                               | Ходьба 20 кілометрів |          |    |            |            | 1:26.32    | 39         |
| Ігор Главан (Кв)                                                              | Ходьба 20 кілометрів |          |    |            |            | 1:20.29 SB | 4          |
| Ігор Главан (Кв)                                                              | Ходьба 50 кілометрів |          |    |            |            | DQ         | DQ         |
| Іван Банзерук (Вл)                                                            | Ходьба 50 кілометрів |          |    |            |            | 3:52.15    | 15         |
| Сергій Будза (Кв)                                                             | Ходьба 50 кілометрів |          |    |            |            | 3:55.10    | 19         |

##### Технічні дисципліни
| Богдан Бондаренко (Хрк) | Стрибки у висоту   | 2,31  | 3  | 2,33       | 2          |
| Юрій Крімаренко (Жт)    | Стрибки у висоту   | 2,22  | 28 | Не пройшов | Не пройшов |
| Андрій Проценко (Хрс)   | Стрибки у висоту   | 2,29  | 17 | Не пройшов | Не пройшов |
| Дмитро Яковенко (Крв)   | Стрибки у висоту   | 2,26  | 27 | Не пройшов | Не пройшов |
| Владислав Ревенко (Кв)  | Стрибки з жердиною | 5,25  | 33 | Не пройшов | Не пройшов |
| Євген Виноградов (Кв)   | Метання молота     | 74,09 | 14 | Не пройшов | Не пройшов |

##### Десятиборство
| Атлет                 | Дисципліна             | Результат | Очки | Місце |
| --------------------- | ---------------------- | --------- | ---- | ----- |
| Олексій Касьянов (Зп) | 100 метрів             | 10,73 SB  | 922  | 7     |
| Олексій Касьянов (Зп) | Стрибки в довжину      | 7,58      | 955  | 5     |
| Олексій Касьянов (Зп) | Штовхання ядра         | 14,25     | 744  | 15    |
| Олексій Касьянов (Зп) | Стрибки у висоту       | 2,01 SB   | 813  | 16    |
| Олексій Касьянов (Зп) | 400 метрів             | 48,13 SB  | 903  | 12    |
| Олексій Касьянов (Зп) | 110 метрів з бар'єрами | 13,96 SB  | 980  | 4     |
| Олексій Касьянов (Зп) | Метання диска          | 45,84     | 784  | 4     |
| Олексій Касьянов (Зп) | Стрибки з жердиною     | 4,80 SB   | 849  | 10    |
| Олексій Касьянов (Зп) | Метання списа          | 49,35 SB  | 579  | 22    |
| Олексій Касьянов (Зп) | 1500 метрів            | 4.31,80   | 733  | 9     |
| Загалом               | 8262 SB                | 9         |      |       |

### Жінки

##### Трекові і шосейні дисципліни
| Олеся Повх (Зп) | 100 метрів                | 11,40      | 29  | Не пройшла | Не пройшла | Не пройшла | Не пройшла |
| Наталя Погребняк (Хрк) | 100 метрів                | 11,62      | 42  | Не пройшла | Не пройшла | Не пройшла | Не пройшла |
| Наталя Погребняк (Хрк) | 200 метрів                | DNS        | DNS | DNS        | DNS        | DNS        | DNS        |
| Наталія Строгова (Лг) | 200 метрів                | 23,25      | 30  | Не пройшла | Не пройшла | Не пройшла | Не пройшла |
| Христина Стуй (Квм) | 200 метрів                | 23,21      | 27  | Не пройшла | Не пройшла | Не пройшла | Не пройшла |
| Наталія Пигида (Кв) | 400 метрів                | 51,07 SB   | 11  | 50,62 PB   | 8          | Не пройшла | Не пройшла |
| Ольга Земляк (Рв) | 400 метрів                | 52,00      | 26  | Не пройшла | Не пройшла | Не пройшла | Не пройшла |
| Наталія Лупу (Чрв) | 800 метрів                | 1.59,62 SB | 4   | 1.58,57 SB | 7          | 1.58,99    | 6          |
| Ольга Ляхова (Пл) | 800 метрів                | 1.59,92 PB | 6   | 1.58,94 PB | 11         | Не пройшла | Не пройшла |
| Анастасія Ткачук (Зп) | 800 метрів                | 2.01,07    | 21  | Не пройшла | Не пройшла | Не пройшла | Не пройшла |
| Анна Плотіцина (Кв) | 100 метрів з бар'єрами    | 13,15      | 26  | Не пройшла | Не пройшла | Не пройшла | Не пройшла |
| Вікторія Ткачук (Хм) | 400 метрів з бар'єрами    | 57,38      | 29  | Не пройшла | Не пройшла | Не пройшла | Не пройшла |
| Анна Ярощук-Рижикова (Днп) | 400 метрів з бар'єрами    | 55,58 SB   | 11  | 55,16 SB   | 9          | Не пройшла | Не пройшла |
| Марія Шаталова (Жт) | 3000 метрів з перешкодами | 9.36,87 PB | 20  |            |            | Не пройшла | Не пройшла |
| Олеся Повх (Зп) Наталія Строгова (Лг) Христина Стуй (Квм) Наталія Пигида (Кв)                                                     | 4×100 метрів              | 43,59      | 15  |            |            | Не пройшли | Не пройшли |
| Наталія Лупу (Чрв) Наталія Пигида (Кв) Ольга Ляхова (Пл) Ольга Земляк (Рв) Ольга Бібік (Квм) (забіг) Юлія Олішевська (Жт) (забіг) | 4×400 метрів              | 3.26,01 SB | 6   | Н/Д        | Н/Д        | 3.25,94 SB | 5          |
| Олена Попова (Хм) | Марафон                   |            |     |            |            | DNS        | DNS        |
| Катерина Карманенко (Рв) | Марафон                   |            |     |            |            | 2:43.12 SB | 31         |
| Надія Боровська (Вл) | Ходьба 20 кілометрів      |            |     |            |            | 1:31.18    | 11         |
| Людмила Оляновська (Кв) | Ходьба 20 кілометрів      |            |     |            |            | 1:28.13    | 3          |
| Шумкіна Олена (Днц) | Ходьба 20 кілометрів      |            | DQ  |            |            |            |            |

##### Технічні дисципліни
| Крістіна Гришутіна (Квм)   | Стрибки у довжину | 6,53     | 18 | Не пройшла | Не пройшла |
| Тетяна Пташкіна (Квм)      | Потрійний стрибок | 13,05    | 27 | Не пройшла | Не пройшла |
| Ольга Саладуха (Днц)       | Потрійний стрибок | 14,34    | 3  | 14,41      | 6          |
| Ірина Геращенко (Квм)      | Стрибки у висоту  | 1,85     | 23 | Не пройшла | Не пройшла |
| Юлія Левченко (Квм)        | Стрибки у висоту  | 1,85     | 24 | Не пройшла | Не пройшла |
| Оксана Окунєва (Мк)        | Стрибки у висоту  | 1,89     | 14 | Не пройшла | Не пройшла |
| Галина Облещук (ІФ)        | Штовхання ядра    | 16,97    | 19 | Не пройшла | Не пройшла |
| Наталія Семенова (Днц)     | Метання диска     | 60,72    | 12 | 59,54      | 12         |
| Ірина Новожилова (Хрс)     | Метання молота    | 65,65    | 27 | Не пройшла | Не пройшла |
| Катерина Дерун (Кв)        | Метання списа     | 53,49    | 32 | Не пройшла | Не пройшла |
| Ганна Гацько-Федусова (Зп) | Метання списа     | 61,41 SB | 15 | Не пройшла | Не пройшла |

##### Семиборство
| Ганна Касьянова (Пл) | 100 метрів з бар'єрами | DNS |
| Ганна Касьянова (Пл) | Стрибки у висоту       | DNS |
| Ганна Касьянова (Пл) | Штовхання ядра         | DNS |
| Ганна Касьянова (Пл) | 200 метрів             | DNS |
| Ганна Касьянова (Пл) | Стрибки в довжину      | DNS |
| Ганна Касьянова (Пл) | Метання списа          | DNS |
| Ганна Касьянова (Пл) | 800 метрів             | DNS |
| Загалом              | DNS                    |     |

| Атлетка              | Дисципліна             | Результат | Очки | Місце |
| -------------------- | ---------------------- | --------- | ---- | ----- |
| Аліна Фьодорова (Кв) | 100 метрів з бар'єрами | 14,17     | 954  | 28    |
| Аліна Фьодорова (Кв) | Стрибки у висоту       | 1,86      | 1054 | 5     |
| Аліна Фьодорова (Кв) | Штовхання ядра         | 14,98     | 860  | 2     |
| Аліна Фьодорова (Кв) | 200 метрів             | 25,22     | 867  | 25    |
| Аліна Фьодорова (Кв) | Стрибки в довжину      | 6,06      | 868  | 20    |
| Аліна Фьодорова (Кв) | Метання списа          | 35,67     | 594  | 28    |
| Аліна Фьодорова (Кв) | 800 метрів             | 2.22,43   | 791  | 21    |
| Загалом              | 5978                   | 17        |      |       |

| Атлетка               | Дисципліна             | Результат | Очки | Місце |
| --------------------- | ---------------------- | --------- | ---- | ----- |
| Анастасія Мохнюк (Кв) | 100 метрів з бар'єрами | 13,07     | 1114 | 4     |
| Анастасія Мохнюк (Кв) | Стрибки у висоту       | 1,83      | 1016 | 11    |
| Анастасія Мохнюк (Кв) | Штовхання ядра         | 13,83     | 783  | 11    |
| Анастасія Мохнюк (Кв) | 200 метрів             | 24,60     | 924  | 15    |
| Анастасія Мохнюк (Кв) | Стрибки в довжину      | 6,51      | 1010 | 3     |
| Анастасія Мохнюк (Кв) | Метання списа          | 38,93     | 647  | 25    |
| Анастасія Мохнюк (Кв) | 800 метрів             | 2.17,00   | 865  | 15    |
| Загалом               | 6359 PB                | 7         |      |       |